# 弗朗西斯科·哈维尔·桑斯·费尔南德斯
弗朗西斯科·哈维尔·桑斯·费尔南德斯（西班牙語：Francisco Javier Sanz Fernández，1949年1月13日—），男，瓦倫西亞人，西班牙工人社会党党员。农业工程师。曾任西班牙众议院议员，歐洲議會議員。